# کمال‌آباد (فنوج)
کمال‌آباد، روستایی در دهستان مسکوتان بخش مرکزی شهرستان فنوج در استان سیستان و بلوچستان ایران است.

## جمعیت
بر پایه سرشماری عمومی نفوس و مسکن در سال ۱۳۹۵، جمعیت این روستا برابر با ۷۹ نفر (۱۷ خانوار) بوده‌است.